# Regulus
Regulus (Alfa Leonis, α Leo) – najjaśniejsza gwiazda w gwiazdozbiorze Lwa (wielkość gwiazdowa: +1,4m). Jest odległa od Słońca o 79 lat świetlnych i świeci 150 razy jaśniej niż Słońce. Jej wielkość absolutna to -0,57m.

## Nazwa
Nazwa własna tej gwiazdy, Regulus, wywodzi się z łaciny i znaczy „Mały Król”. Jest to tłumaczenie starożytnej nazwy stgr. Βασιλίσκος Basiliskos, znanej z dzieła Almagest Ptolemeusza. Spotyka się opinię, że nazwę w obecnej formie nadał tej gwieździe Mikołaj Kopernik, ale w rzeczywistości jedynie ją spopularyzował; po raz pierwszy pojawia się ona w pismach Johannesa Wernera, Jerzego z Trapezuntu i Petera Apianusa. Nazwa ta ma jeszcze dłuższą historię, gdyż już Babilończycy znali gwiazdę pod nazwą LUGAL, „Król”. Ze względu na położenie w gwiazdozbiorze gwiazda była też nazywana „sercem Lwa” (łac. Cor Leonis, arab. ‏قلب‎ qalb). Międzynarodowa Unia Astronomiczna formalnie zatwierdziła użycie nazwy Regulus dla określenia tej gwiazdy.

## Charakterystyka obserwacyjna

Położenie w gwiazdozbiorze

Gwiazda leży niemal dokładnie na ekliptyce, w związku z czym bywa regularnie zakrywana przez tarczę Księżyca. Regulus bywa również zakrywany przez planety, ponieważ jednak ich tarcze są dużo mniejsze od tarczy Księżyca, zjawiska takie są niezmiernie rzadkie. Współczesna astronomia odnotowała do tej pory tylko jedno: 7 lipca 1959 roku gwiazda została zasłonięta przez Wenus.

## Charakterystyka fizyczna
Regulus to białobłękitna gwiazda ciągu głównego lub podolbrzym, należący do typu widmowego B. Jej jasność w zakresie widzialnym jest 150 razy większa niż jasność Słońca. Gwiazda ta obraca się bardzo szybko wokół osi, wskutek czego ma znaczne spłaszczenie: promień równikowy, równy 4,3 R☉, jest o 32% większy niż promień biegunowy. Efektem spłaszczenia jest niejednorodna temperatura gwiazdy: bieguny, gdzie otoczka jądra mają temperaturę 15 400 K, podczas gdy równik ma temperaturę 10 200 K. Uwzględnienie tej niejednorodności pozwala obliczyć, że Regulus wypromieniowuje aż 360 razy więcej energii niż Słońce.
Gwiazda ma masę 3,4 razy większą niż Słońce i istnieje od około 250 milionów lat. Zbliża się do końca okresu syntezy wodoru w hel w jądrze.

## Towarzysze
Regulus jest składnikiem układu poczwórnego. W odległości kątowej 175,7 sekundy kątowej (pomiar z 2015 r.) znajduje się składnik B, gwiazda o wielkości obserwowanej 8,24m. W przestrzeni odpowiada to odległości najmniej 4200 jednostek astronomicznych, a okres obiegu tego składnika to co najmniej 125 tysięcy lat. Jest to pomarańczowy karzeł, gwiazda typu K2. Składnik B tworzy ze składnikiem C układ podwójny o oznaczeniu HD 87884. Gwiazdy te dzieli 2,5″ (pomiar z 1943 roku), słabszy składnik C ma wielkość 13,2m i jest czerwonym karłem typu M4.
Spektroskopia pozwoliła wykryć czwartego, niezaobserwowanego bezpośrednio towarzysza Regulusa, który okrąża go po ciasnej orbicie w czasie 40,11 doby. Jest to biały karzeł o masie 0,3 M☉, niespodziewanie małej jak na pozostałość po gwieździe, która musiała ewoluować szybciej niż Regulus. Prawdopodobnie w przeszłości była to gwiazda większa i jaśniejsza niż on. Osiągnęła stadium olbrzyma, ale na skutek bliskości gwiazd Regulus przyciągnął i wchłonął zewnętrzną otoczkę towarzysza, pozostawiając nagie jądro – białego karła. W procesie tym Regulus nie tylko zwiększył masę, ale także prędkość obrotu, co tłumaczyłoby obecne wysokie tempo rotacji.
Optyczny składnik D o wielkości 12,1m, oddalony o 195,3″ od Regulusa (pomiar z 2015 r.), ma inny ruch własny co wskazuje na przypadkowość sąsiedztwa na niebie.